# 约翰·戈特利布·格奥尔基
约翰·戈特利布·格奥尔基（德語：Johann Gottlieb Georgi，1729年12月31日—1802年10月27日）为德国植物学家、博物学家及地理学家。